# Phạm Thị Ngư
Phạm Thị Ngư (1912 – 2002) là người được Nhà nước Cộng hòa Xã hội Chủ nghĩa Việt Nam trao tặng danh hiệu Bà mẹ Việt Nam anh hùng. Bà sinh ra ở xã Hàm Hiệp, huyện Hàm Thuận Bắc, tỉnh Bình Thuận, trú tại xã Phong Nẫm, thành phố Phan Thiết.

## Cuộc đời
Phạm Thị Ngư sinh ra trong một gia đình nông dân nghèo. Cha mẹ mất sớm, từ nhỏ bà phải lao động vất vả để kiếm sống. Lớn lên, bà lập gia đình cùng ông Bùi Dinh, là di dân từ Bình Định vào sinh sống tại đây. Vợ chồng bà sinh được 8 người con cả trai lẫn gái.

## Hoạt động cách mạng
Những năm đầu kháng chiến chống Pháp, gia đình bà là cơ sở nuôi dấu cán bộ cách mạng. Cả hai vợ chồng bà đều hăng hái tham gia các đoàn thể cứu quốc của mặt trận Việt Minh. Bà còn là Tổ trưởng Tổ phụ nữ chuyên vận động bà con quyên góp tiền bạc, thuốc men, lương thực, thực phẩm ủng hộ bộ đội kháng chiến.
Hầm bí mật nhà mẹ là nơi ẩn náu của các chiến sĩ Đội cảm tử Phan Thiết - cũng là đầu mối liên lạc của cán bộ hoạt động giữa vùng du kích và vùng sau lưng địch.
Năm 1952, người con cả là Bùi Văn Thành tròn 18 tuổi, bà Ngư bàn với chồng đưa con gia nhập "Bộ đội cụ Hồ". Tham gia quân đội, anh Thành chiến đấu lập nhiều chiến công. Năm 1954, anh ra Bắc tập kết.
Năm 1960, chồng bà qua đời, một mình bà tiếp tục cáng đáng công việc đồng áng và nuôi dạy con nên người. Năm 1961, nối được liên lạc với cơ sở cách mạng, bà đưa đứa con thứ hai là Bùi Văn Trung lên căn cứ tham gia công tác. Bà ở lại cùng các con tiếp tục làm cơ sở bí mật ở vùng ven.
Tháng 5 năm 1961, anh Bùi Văn Thành người con trai lớn của bà trở về quê hương chiến đấu và anh dũng hy sinh trong một trận đánh ác liệt. Cho dù có một người con trai hi sinh nhưng bà vẫn tiếp tục động viên 6 đứa con còn lại lần lượt lên đường chiến đấu chống Mỹ - Ngụy, cứu nước, cứu quê hương.
Trong cuộc Tổng tiến công và nổi dậy xuân Mậu Thân 1968, bà là một nữ giao liên đưa dẫn đường cho bộ đội tấn công nhiều cứ điểm quân địch và vận động đồng bào tiếp tế cứu chữa thương binh.

## Vinh danh
Với thành tích đặc biệt xuất sắc trong chiến đấu và phục vụ chiến đấu, ngày 6 tháng 11 năm 1978, bà đã được Quốc hội và Nhà nước Cộng hòa Xã hội Chủ nghĩa Việt Nam tuyên dương Anh hùng Lực lượng vũ trang nhân dân và ngày 11 tháng 7 năm 1985, bà được Hội đồng Nhà nước tặng thưởng Huân chương Độc lập hạng Nhất, Huân chương Chiến công giải phóng hạng Nhất.
Không chỉ tích cực hoạt động cách mạng ngay tại quê hương mình, bà có 8 người con hy sinh vì nền độc lập tự do của Tổ quốc. Ngày 17 tháng 12 năm 1994, bà được Nhà nước phong danh hiệu Bà mẹ Việt Nam anh hùng.
Hiện ở Việt Nam có nhiều con đường mang tên Phạm Thị Ngư.